# Arado Ar 68
L'Arado Ar 68 era un biplà monoplaça dissenyat i produït per Alemanya durant els anys trenta. L'aparell fou del primer material bèl·lic desenvolupat per aquesta incomplint el Tractat de Versalles marcant l'inici del rearmament alemany que desembocaria en la Segona Guerra Mundial.
Similar al Fiat CR.42 o Gloster Gladiator, l'Ar 68 esdevindria el pinacle en el desenvolupament d'avions militars biplans, que prompte quedarien completament eclipsats per la configuració monoplana amb tren d'aterratge plegable i cabina tancada que marcaria el futur immediat de l'aeronàutica.

## Disseny i desenvolupament
El disseny inicial sorgí amb la intenció de reemplaçar al ja obsolet Heinkel He-51, amb unes sorprenents prestacions, l'avió completà el seu primer vol l'any 1934. Malauradament, Arado tingué dificultats inicials a l'hora d'assegurar una planta motriu amb suficient potència, cosa que, quasi provoca la cancel·lació del projecte.
Els primers prototips equiparen esquadrilles de Prússia Oriental, on vols de prova mostraren les seues bones prestacions, fins-i-tot superant expectatives dels dissenyadors. Aquest potencial fou explotat per Arado amb l'objectiu d'assegurar el contractament alemany. Així entre 1937 i 1938 l'aparell es convertí en el caça més nombrós de l'arsenal de Hitler.
Però, les limitacions del disseny ja es feren aparents durant la seua intervenció en la Guerra Civil espanyola on hagué de competir amb models més avançats. En resposta Arado inicià un programa de modernització amb la introducció d'una nova planta motriu i diverses millores al fuselatge (Ar 68G), malgrat tot l'avió quedà obsolet molt prompte retirant-se l'any 1940.l

## Història operacional
Les primeres unitats d'Ar 68d y Ar 68e començaren a formar-se durant l'estiu de 1936 en Prússia Oriental.
Tres unitats d'Ar 68E foren enviades a Espanya durant la Guerra Civil el gener de 1937. Totes elles equiparen inicialment la Legió Còndor alemanya com caces, no obstant això amb el progrés tecnològic que dugué el conflicte, les limitacions tècniques del disseny es feren evidents, motiu pel qual molts aparells van ser traslladats al Grupo 9 d'atac a terra integrat per pilots espanyols.
Finalment, malgrat els esforços d'Arado per modernitzar i actualitzar l'avió, la Luftwaffe decidí reemplaçar-lo pel Messerschmitt Bf 109 durant 1938. La producció s'aturà i els aparells supervivents foren traslladats a la reserva i emprats com entrenadors o caces nocturns d'emergència fins a 1940.

## Variants

### Ar 68V1
Prototip de 1934 amb motor BMW VI de 492 kW (660 cv).

### Ar 68a
Versió inicial amb motor BMW VId de 478 kW (641 cv).

### Ar 68b/Ar 68c
Redimensionat amb motor Jumo 210A en V-12 invertida de 455 kW (610 cv)

### Ar 68d/Ar 68 V4
Quart prototip amb motor BMW VI en V-12 de 478 kW (641 cv). Amb l'estandardització de la nomenclatura aèria canvià el nom a Ar 68 V4.

### Ar 68e/Ar 68 V5
Cinquè prototip amb motor Jumo 210Da en V-12 invertida de 507 kW (680 cv). Amb l'estandardització de la nomenclatura aèria canvià el nom a Ar 68 V5.

### Ar 68E
Primera versió acceptada per la Luftwaffe, amb motor Junkers Jumo 210 de 455 kw (610 cv).

### Ar 68F
Versió de producció amb motor MBW VI 7.3Z de 559 kw (750 cv).

### Ar 68G
Intent d'introduir un motor BMW VI de 500 kW (671 cv) amb turbocompressor.

## Especificacions (Ar 68F)

### Característiques generals
- Tripulació: 1.
- Longitud: 9,5 m.
- Amplària: 11 m.
- Altura: 3,3 m.
- Aspecte: 6:1.
- Pés buit: 1.600 kg.
- Pés màxim: 2.020 kg.
- Planta motriu: 1 motor de 12 pistons en V BMW VI i 541 kW (725 cv).
- Hèlix: bipala de fusta i pas constant de 3,1 m de diàmetre.

### Rendiment
- Velocitat màxima: 330 km/h.
- Velocitat d'aterratge: 97 km/h.
- Rang: 500 km.
- Sostre: 7.400 m.
- Rate of climb: 12,6 m/s.
- Càrrega alar: 74 kg/m².

### Armament
- Armes: 2 metralladores MG17 de 7,92 mm.
- Bombes: 60 kg de bombes en deu pilons.